# STS-112
STS-112は、スペースシャトルアトランティスを用いて行われた国際宇宙ステーションへのミッションである。2002年10月7日にフロリダ州のケネディ宇宙センターから打ち上げられた。主な目的はS1トラスの取付けである。アトランティスはこの後、2006年9月9日のSTS-115まで飛行しなかった。

## 乗組員
| 職務                      | 宇宙飛行士                               |
| ------------------------- | ---------------------------------------- |
| 船長                      | ジェフリー・アシュビー （3度目の飛行）   |
| パイロット                | パメラ・メルロイ （2度目の飛行）         |
| ミッションスペシャリスト1 | デヴィッド・ウルフ （3度目の飛行）       |
| ミッションスペシャリスト2 | サンドラ・マグナス （初飛行）            |
| ミッションスペシャリスト3 | ピアーズ・セラーズ （初飛行）            |
| ミッションスペシャリスト4 | フョードル・ユールチキン, RKA （初飛行） |

## ミッションパラメータ
- 質量:
  - 打上げ時質量:116,538 kg
  - 帰還時質量:91,390 kg
  - ペイロード:12,572 kg
- 近点:273 km
- 遠点:405 km
- 軌道傾斜角:51.6°
- 軌道周期:91.3分

### ISSとのドッキング
- ドッキング時刻:2002年10月9日 15:16:15 UTC
- ドッキング解除時刻:2002年10月16日 13:13:30 UTC
- ドッキング時間:6日21時間57分15秒

## ミッションハイライト

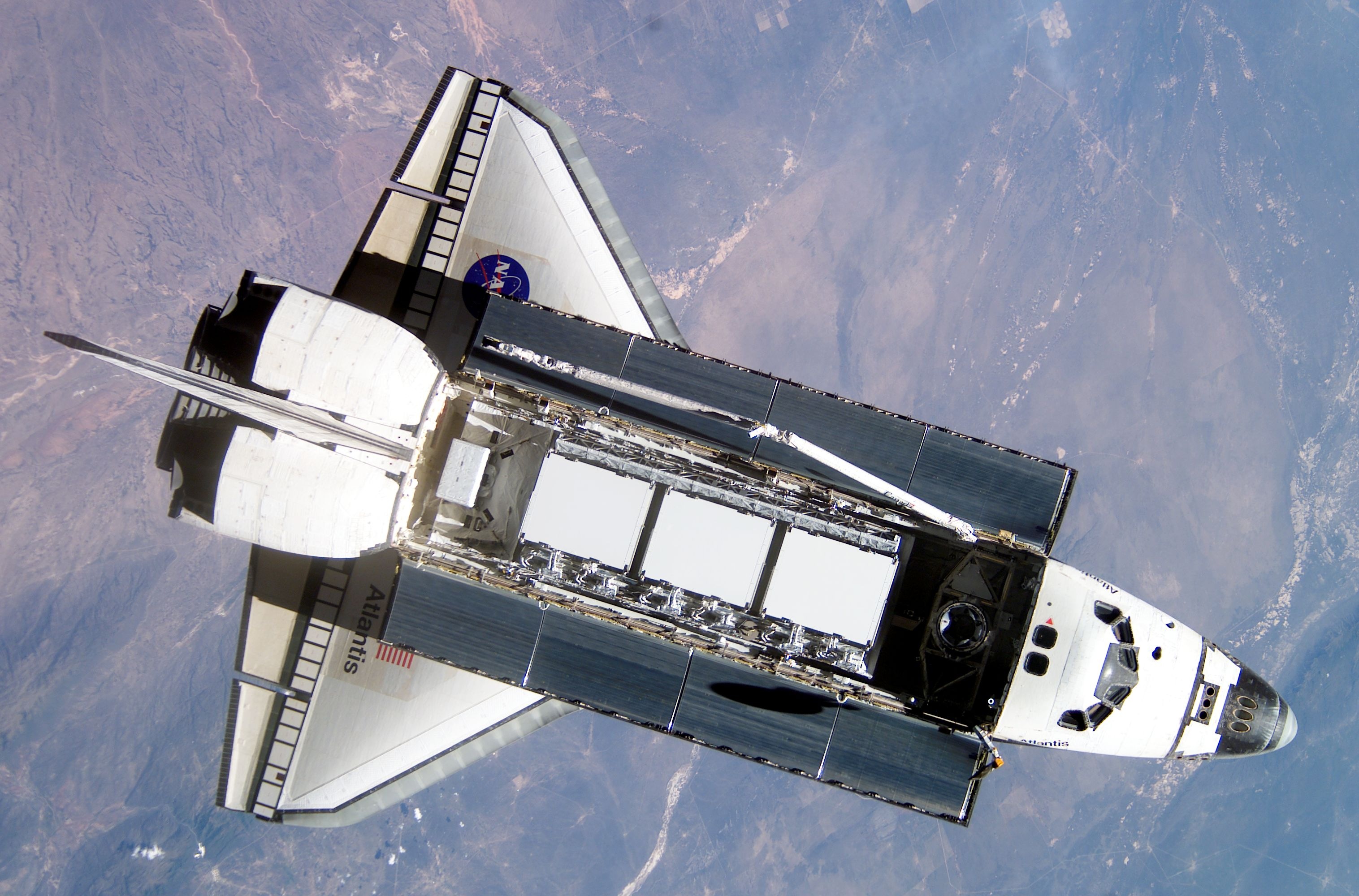
S1トラスを運ぶアトランティス

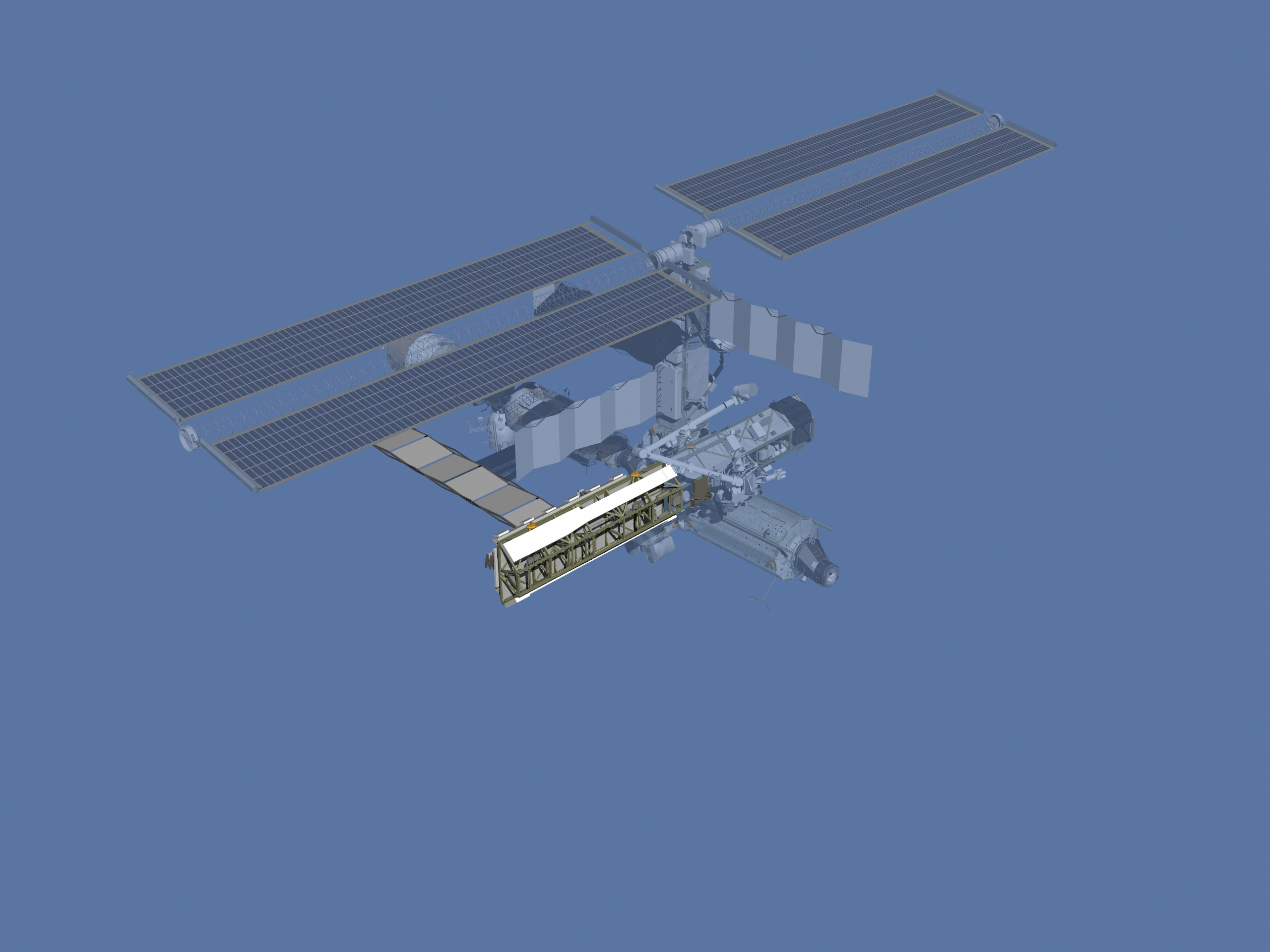
STS-112のミッション後のISS

STS-112は国際宇宙ステーションの組み立てミッション(9A)であり、ISSのラジエータを構造的に支持するS1トラスの部品を運搬した。また船外活動カートが運ばれ、後のミッションのために取り付けられた。さらに植物用汎用生長装置、商用汎用培養装置、タンパク質結晶生成装置、ゼオライト結晶成長実験のサンプル等、いくつかの科学実験装置もISSに運んだ。

## シャトルカメラ
スペースシャトル外部燃料タンクに取り付けられたカメラによって、アトランティスの軌道への上昇の様子が撮影された。このような映像が記録されたのは初めてのことだった。
これはSTS-107で起きたコロンビア号空中分解事故に対応したもので、STS-114、STS-121、STS-115、STS-116、STS-117、STS-118、STS-127、STS-128でも用いられた。また今後全てのスペースシャトルのミッションでも行なわれる予定である。